# Aspria Tennis Cup 2023 - Doppio
Luciano Darderi e Fernando Romboli erano i detentori del titolo ma solo Darderi ha deciso di difendere il titolo in coppia con Thiago Agustín Tirante ma sono stati eliminati al primo turno da Rémy Bertola e Gianmarco Ferrari.
In finale Jonathan Eysseric e Denys Molčanov hanno sconfitto Théo Arribagé e Luca Sanchez con il punteggio di 6–2, 6–4.

## Teste di serie
1. Jonathan Eysseric /  Denys Molčanov (campioni)
2. Diego Hidalgo /  Sergio Martos Gornés (semifinale)

1. Théo Arribagé /  Luca Sanchez (finale)
2. Ruben Gonzales /  Jason Taylor (primo turno)

## Wildcard
1. Marco Berti /  Matteo Volante (primo turno)

1. Gabriele Piraino /  Lorenzo Rottoli (primo turno)

## Ranking protetto
1. Alexandru Jecan /  Markos Kalovelonis (semifinale)

1. Andre Begemann /  Ramkumar Ramanathan (primo turno)

## Alternate
1. Giovanni Oradini /  Alexander Weis (primo turno)

1. Gonzalo Bueno /  Lautaro Midón (primo turno)

## Tabellone

### Legenda
| - Q = Qualificato - WC = Wild card - LL = Lucky loser | - ALT = Alternate - SE = Special Exempt - PR = Protected Ranking | - w/o = Walkover - r = Ritirato - d = Squalificato |

|  | Primo turno | Primo turno               | Primo turno               | Primo turno | Primo turno |  |  | Quarti di finale | Quarti di finale          | Quarti di finale          | Quarti di finale          | Quarti di finale      |   |     | Semifinali | Semifinali                       | Semifinali                       | Semifinali                 | Semifinali                 |   |   | Finale | Finale | Finale | Finale | Finale |  |
|  |             |                           |                           |             |             |  |  |                  |                           |                           |                           |                       |   |     |            |                                  |                                  |                            |                            |   |   |        |        |        |        |        |  |
|  | 1           | J Eysseric D Molčanov     | 2                         | 7           | [10]        |  |  |                  |                           |                           |                           |                       |   |     |            |                                  |                                  |                            |                            |   |   |        |        |        |        |        |  |
|  | Alt         | G Oradini A Weis          | 6                         | 63          | [5]         |  |  | 1                | J Eysseric D Molčanov     | 4                         | 6                         | [10]                  |   |     |            |                                  |                                  |                            |                            |   |   |        |        |        |        |        |  |
|  |             | M Gigante F Maestrelli    | M Gigante F Maestrelli    | 7           | 6           |  |  |                  | M Gigante F Maestrelli    | 6                         | 2                         | [8]                   |   |     |            |                                  |                                  |                            |                            |   |   |        |        |        |        |        |  |
|  | WC          | M Berti M Volante         | M Berti M Volante         | 64          | 3           |  |  |                  |                           |                           |                           |                       |   |     | 1          | J Eysseric D Molčanov            | J Eysseric D Molčanov            | 6                          | 6                          |   |   |        |        |        |        |        |  |
|  | 4           | R Gonzales J Taylor       | R Gonzales J Taylor       | 65          | 2           |  |  |                  |                           | PR                        | A Jecan M Kalovelonis     | A Jecan M Kalovelonis | 3 | 1   |            |                                  |                                  |                            |                            |   |   |        |        |        |        |        |  |
|  | PR          | A Jecan M Kalovelonis     | A Jecan M Kalovelonis     | 7           | 6           |  |  | PR               | A Jecan M Kalovelonis     | A Jecan M Kalovelonis     | 6                         | 6                     |   |     |            |                                  |                                  |                            |                            |   |   |        |        |        |        |        |  |
|  |             | D Popko C Taberner        | D Popko C Taberner        | 6           | 6           |  |  |                  | D Popko C Taberner        | D Popko C Taberner        | 2                         | 3                     |   |     |            |                                  |                                  |                            |                            |   |   |        |        |        |        |        |  |
|  | WC          | G Piraino L Rottoli       | G Piraino L Rottoli       | 2           | 3           |  |  |                  |                           |                           |                           |                       |   |     | 1          | Jonathan Eysseric Denys Molčanov | Jonathan Eysseric Denys Molčanov | 6                          | 6                          |   |   |        |        |        |        |        |  |
|  |             | Z Babić M Veldheer        | 6                         | 3           | [11]        |  |  |                  |                           |                           |                           |                       |   |     |            |                                  | 3                                | Théo Arribagé Luca Sanchez | Théo Arribagé Luca Sanchez | 2 | 4 |        |        |        |        |        |  |
|  | Alt         | G Bueno L Midón           | 1                         | 6           | [9]         |  |  |                  | Z Babić M Veldheer        | Z Babić M Veldheer        | 4                         | 4                     |   |     |            |                                  |                                  |                            |                            |   |   |        |        |        |        |        |  |
|  | PR          | A Begemann R Ramanathan   | A Begemann R Ramanathan   | 4           | 63          |  |  | 3                | T Arribagé L Sanchez      | T Arribagé L Sanchez      | 6                         | 6                     |   |     |            |                                  |                                  |                            |                            |   |   |        |        |        |        |        |  |
|  | 3           | T Arribagé L Sanchez      | T Arribagé L Sanchez      | 6           | 7           |  |  |                  |                           |                           |                           |                       |   |     | 3          | T Arribagé L Sanchez             | 6                                | 3                          | [10]                       |   |   |        |        |        |        |        |  |
|  |             | R Bertola G Ferrari       | R Bertola G Ferrari       | 6           | 6           |  |  |                  |                           | 2                         | D Hidalgo S Martos Gornés | 4                     | 6 | [7] |            |                                  |                                  |                            |                            |   |   |        |        |        |        |        |  |
|  |             | L Darderi TA Tirante      | L Darderi TA Tirante      | 4           | 1           |  |  |                  | R Bertola G Ferrari       | R Bertola G Ferrari       | 3                         | 3                     |   |     |            |                                  |                                  |                            |                            |   |   |        |        |        |        |        |  |
|  |             | R Strombachs A Taylor     | R Strombachs A Taylor     | 3           | 4           |  |  | 2                | D Hidalgo S Martos Gornés | D Hidalgo S Martos Gornés | 6                         | 6                     |   |     |            |                                  |                                  |                            |                            |   |   |        |        |        |        |        |  |
|  | 2           | D Hidalgo S Martos Gornés | D Hidalgo S Martos Gornés | 6           | 6           |  |  |                  |                           |                           |                           |                       |   |     |            |                                  |                                  |                            |                            |   |   |        |        |        |        |        |  |